# غنت (كنتاكي)
غنت (بالإنجليزية: Ghent, Kentucky)‏ هي مدينة تقع في مقاطعة كارول، كنتاكي بولاية كنتاكي في وسط جنوب شرق الولايات المتحدة. تبلغ مساحة هذه المدينة 1.9 (كم²)، وترتفع عن سطح البحر 148 م، بلغ عدد سكانها 371 نسمة في عام 2000 حسب إحصاء مكتب تعداد الولايات المتحدة وتصل الكثافة السكانية فيها 199.8 نسمة/كم2.

## وصلات خارجية
- The US50 - Cities and Towns in Kentucky State